# Middelkerke
Middelkerke ist ein Ortsteil der gleichnamigen Gemeinde in der Provinz Westflandern in Belgien und liegt an der Nordseeküste.

## Zentrum
Im Ort gibt es vier Haltepunkte der längsten Straßenbahnlinie der Welt, Kusttram, die alle Orte der belgischen Küste von De Panne im Südwesten bis Knokke im Nordosten miteinander verbindet.

## Ortsteile
Zur Gemeinde Middelkerke gehören die Dörfer Leffinge, Lombardsijde, Mannekensvere, Schore, Sint-Pieters-Kapelle, Slijpe, Westende und Wilskerke. Middelkerke selbst, Lombardsijde und Westende liegen an der Küste, während Leffinge, Mannekensvere, Schore, Sint-Pieters-Kapelle, Slijpe und Wilskerke typische flämische Binnendörfer sind.
| Nr.  | Ortsteil             | Höhe über dem Meeresspiegel (m O.P.) | Einwohnerzahl |
| ---- | -------------------- | ------------------------------------ | ------------- |
| I    | Middelkerke          | 5,08                                 | 7398          |
| II   | Westende             | 7,60                                 | 5501          |
| III  | Lombardsijde         | 1,79                                 | 1390          |
| IV   | Wilskerke            | 5,06                                 | 827           |
| V    | Leffinge             | 20,46                                | 2437          |
| VI   | Slijpe               | 17,54                                | 989           |
| VII  | Mannekensvere        | 6,58                                 | 271           |
| VIII | Schore               | 6,70                                 | 219           |
| IX   | Sint-Pieters-Kapelle | 4,84                                 | 230           |

Die Gemeinde Middelkerke erstreckt sich bis 10 Kilometer landeinwärts und grenzt an folgende Teilgemeinden:
| - a. Oostende (der Name des Dorfes ist Raversijde) - b. Stene-Dorp (Stadt Oostende) - c. Snaaskerke (Stadt Gistel) - d. Zevekote (Stadt Gistel) - e. Zande (gemeente Koekelare) - f. Leke (Stadt Diksmuide) |

| - g. Keiem (Stadt Diksmuide) - h. Stuivekenskerke (Stadt Diksmuide) - i. Pervijze (Stadt Diksmuide) - j. Ramskapelle (Stadt Nieuwpoort) - k. Sint-Joris (Stadt Nieuwpoort) - l. Nieuwpoort |

Middelkerke, Teil- und Nachbargemeinden. Gelbe Flächen sind bebaute Ansiedlungskerne.

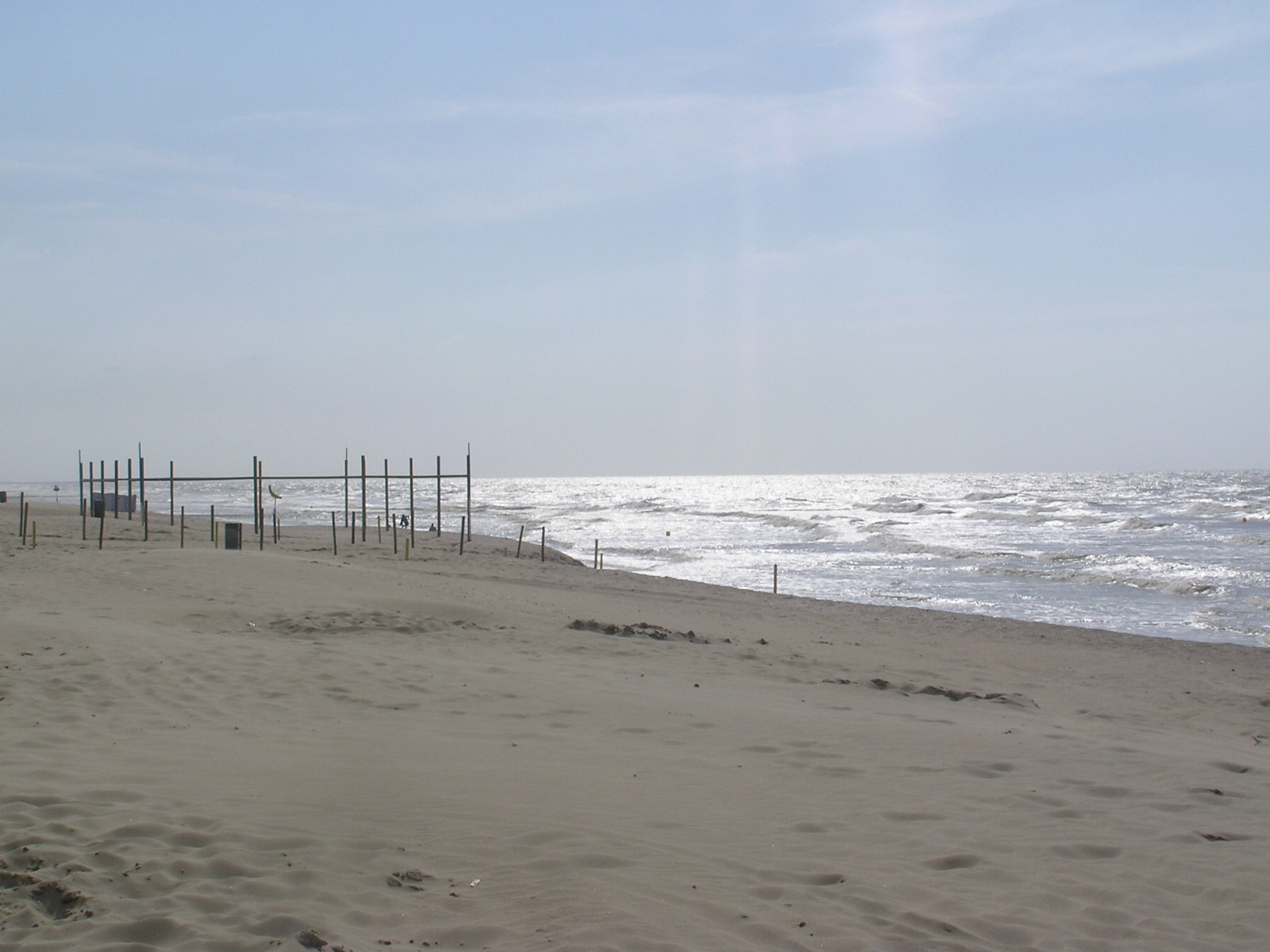
Strand von Middelkerke
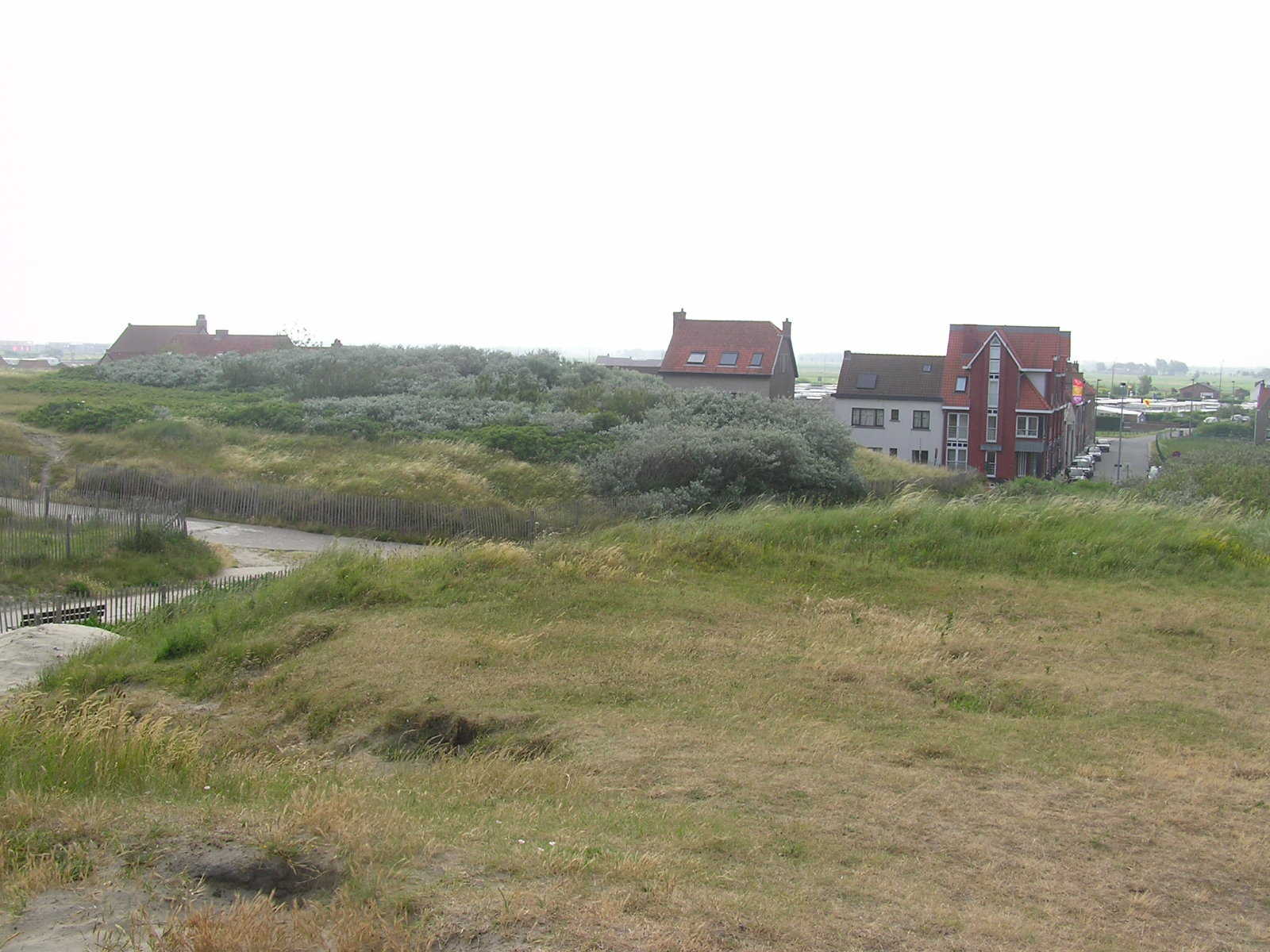
In den Dünen
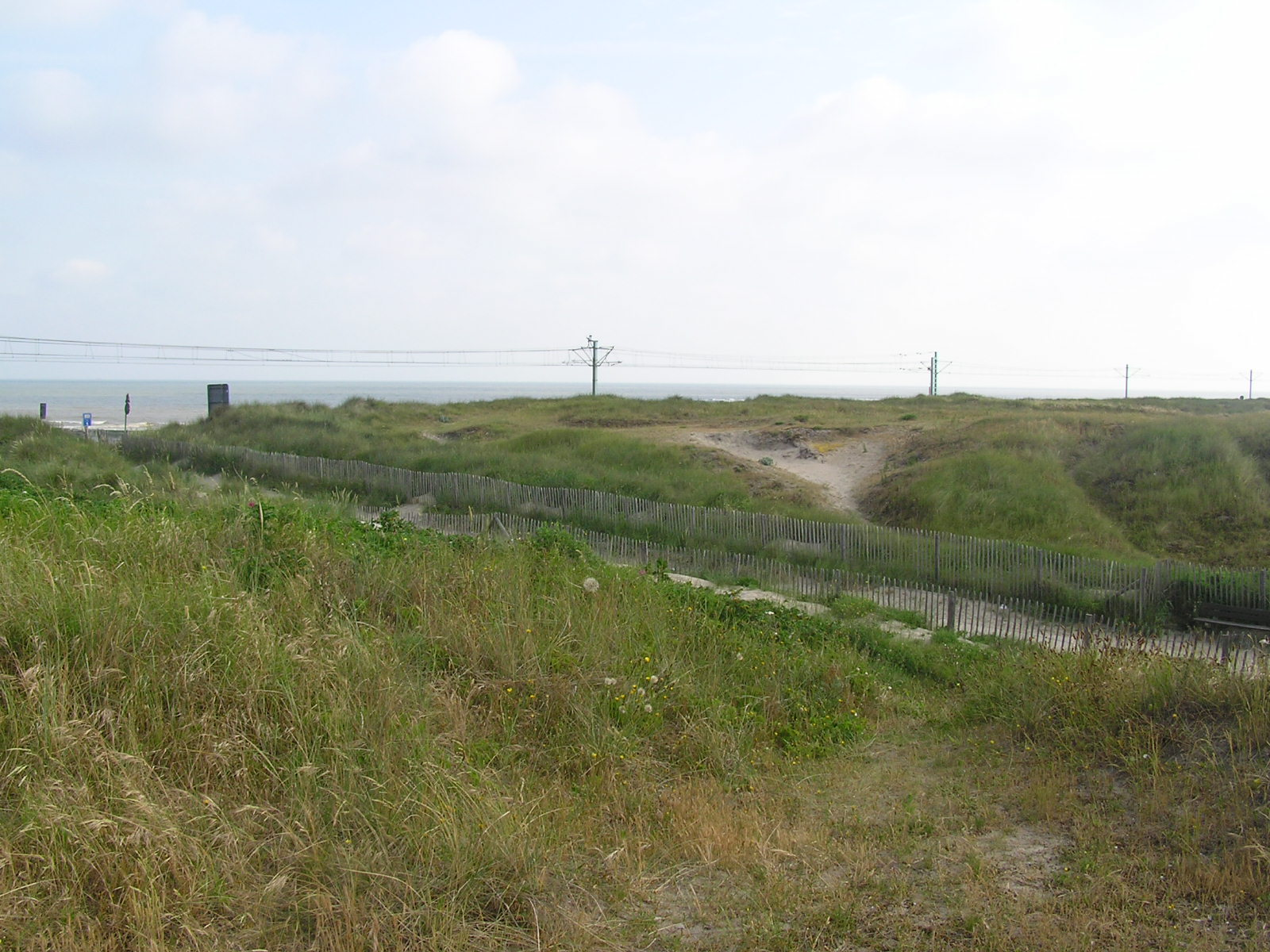
Strandaufgang

## Demografische Entwicklung
- Bis 1806 keine Angaben; bis einschließlich 1970 zum 31. Dezember; danach Einwohnerzahl zum 1. Januar
- 1971: Abtretung von Raversijde an die Gemeinde Oostende (−2,06 km² mit 1.140 Einwohnern)
- 1977: Anbindung von Leffinge, Spermalie, Westende und Wilskerke und Abtretung von Teilgebieten von Lombardsijde an Nieuwpoort (+70,57 km² mit 9.551 Einwohnern)

## Sehenswürdigkeiten

### Casino

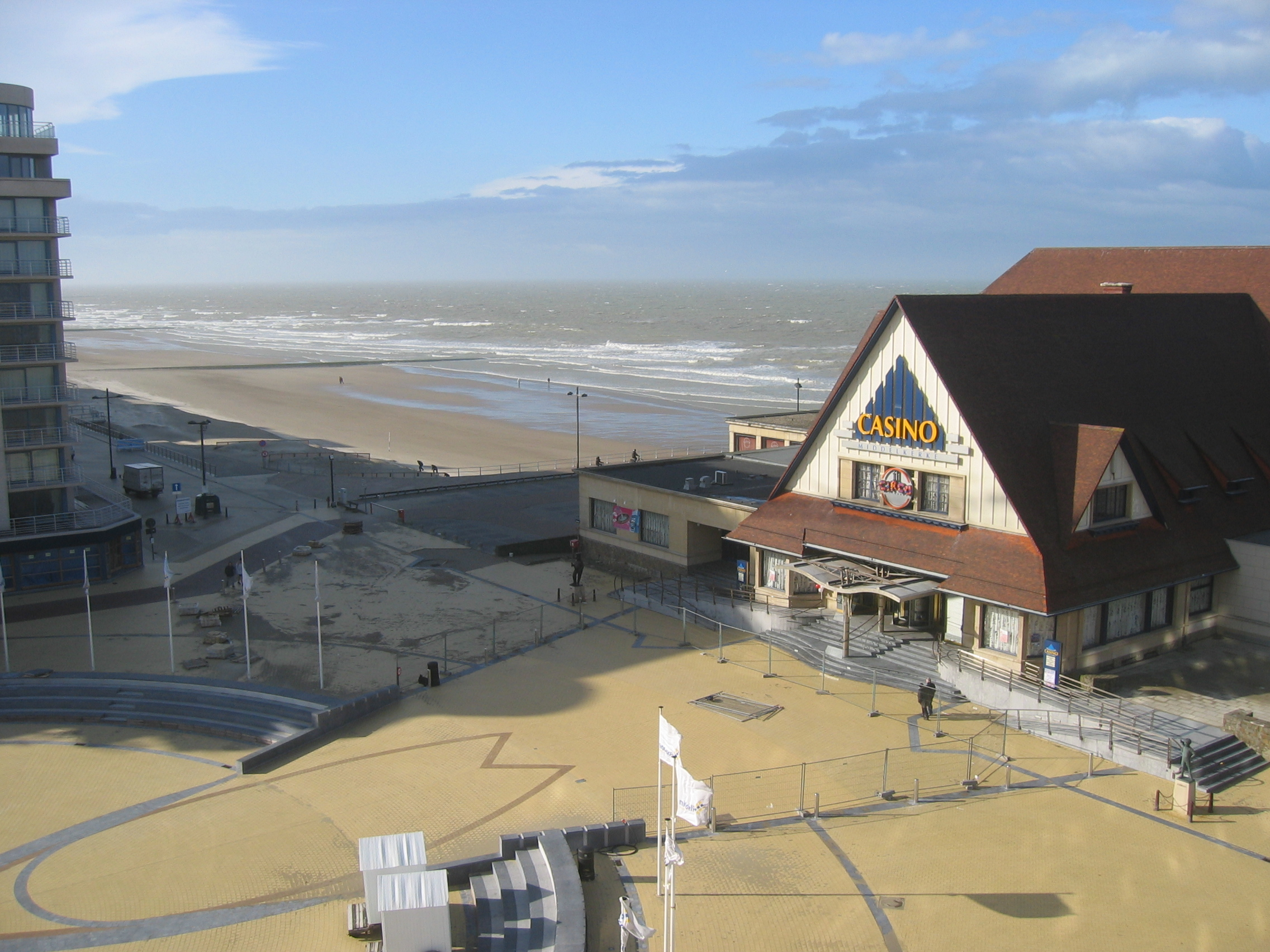
Blick auf das Casino

Am Seedeich von Middelkerke gegenüber der Epernayplein wurde 1954 ein Casino im normannischen Stil errichtet. Außer dem Spielsaal besaß das Gebäude auch einen sogenannten Baccarazaal (Veranstaltungssaal), in dem jährlich zahlreiche Veranstaltungen stattfanden. Anfang 2018 wurde das in die Jahre gekommene Casino abgebrochen. Im Jahr 2022 begannen die Arbeiten für einen Neubau.

### Besoffener Brunnen (Dronkenput)
Ursprünglich wurde er als unterirdisches Wasserreservoir Ende des 19. Jahrhunderts gebaut, um Trinkwasser für die Gemeinde zu speichern. Durch ein Ansteigen des Grundwassers wurde das Ganze nach oben geschoben und kam so an die Oberfläche. Die zum Wasserspiegel schiefen Wände geben dem Besucher das Gefühl, betrunken zu sein. Daher kam auch der Name „Dronkenput“.

### Sint-Willibrordus-Kirche (Sint-Willibrorduskerk)

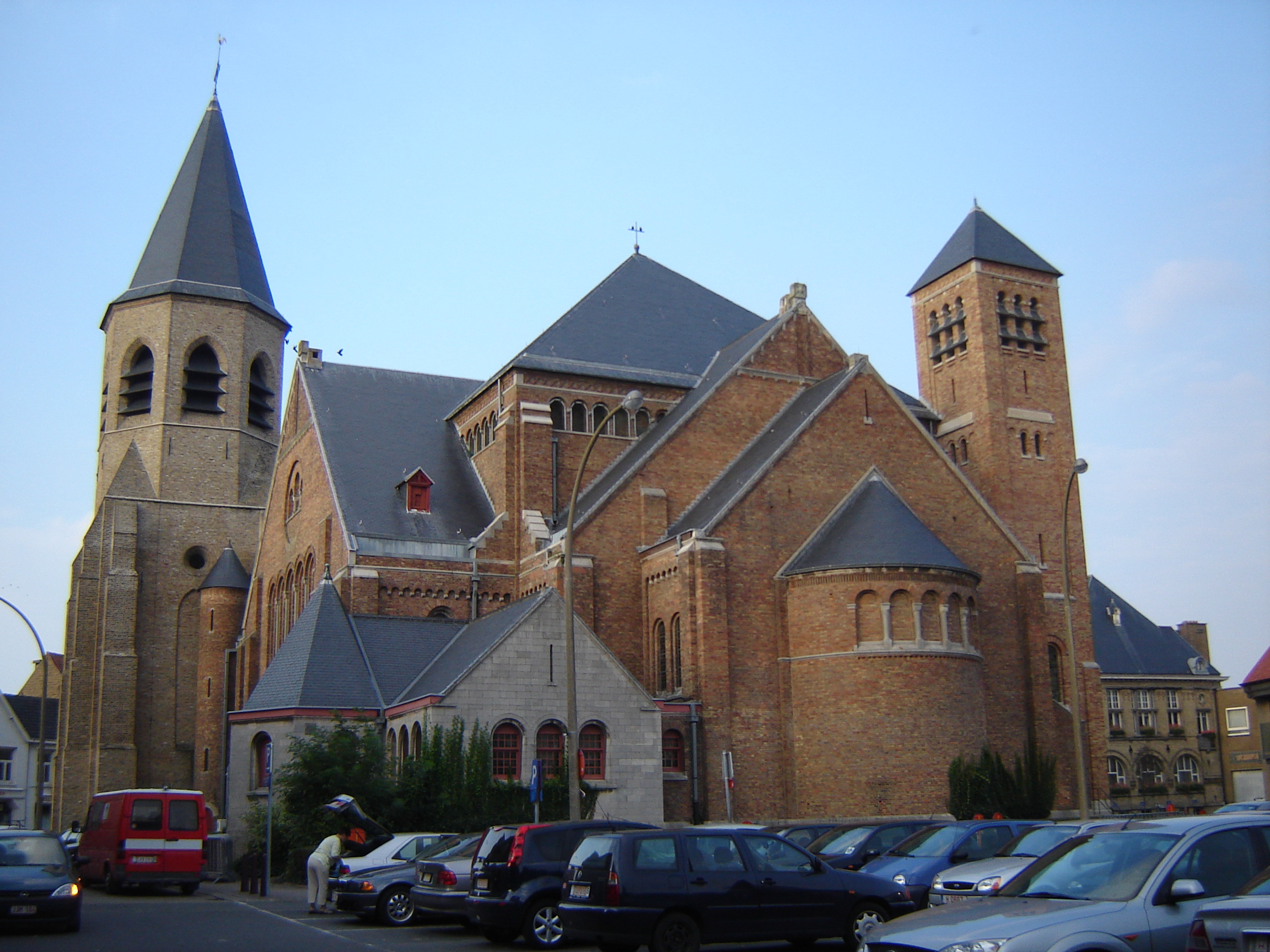
Sint-Willibrorduskerk, Südseite

Die Sint-Willibrordus-Kirche ist die Pfarrkirche von Middelkerke. Außer den Türen, die Überbleibsel aus dem 17. Jahrhundert sind, wurde die Kirche im 19. Jahrhundert zum großen Teil abgerissen und durch eine neogotische Kirche ersetzt. In den 1930er-Jahren wurde der südliche Teil ausgebaut und die Kirche bekam eine zweite Pforte.

### Gemeindehaus

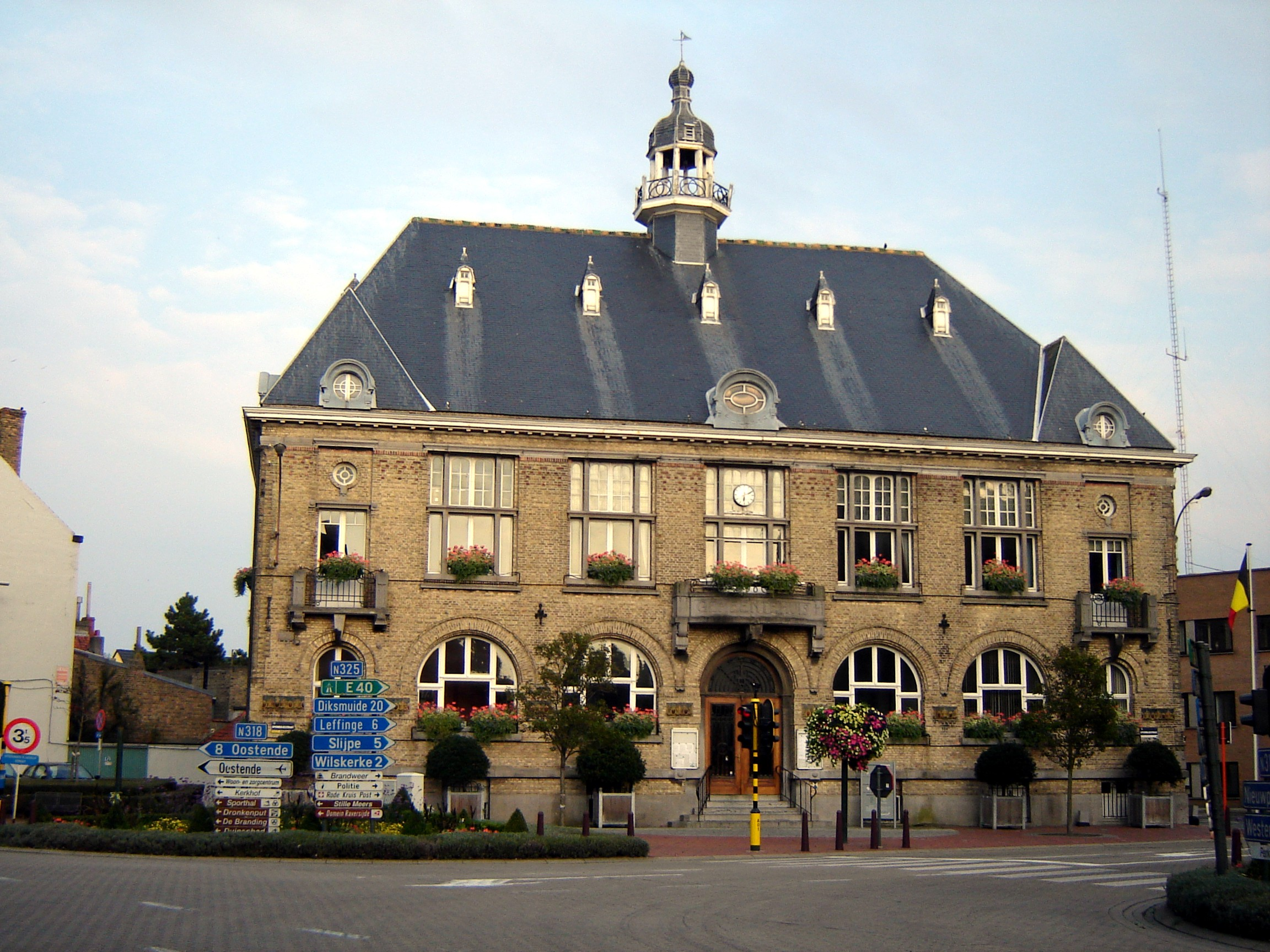
Gemeindehaus

1893 einigte sich der Gemeinderat auf die Nutzung der vormaligen Pfarrei als Gemeindehaus. Nach dem Ersten Weltkrieg wurde es zwischen 1924 und 1925  wieder aufgebaut und ist etwa so groß wie das ursprüngliche Bauwerk. Das Gebäude steht seit 2002 unter Denkmalschutz.

## Veranstaltungen

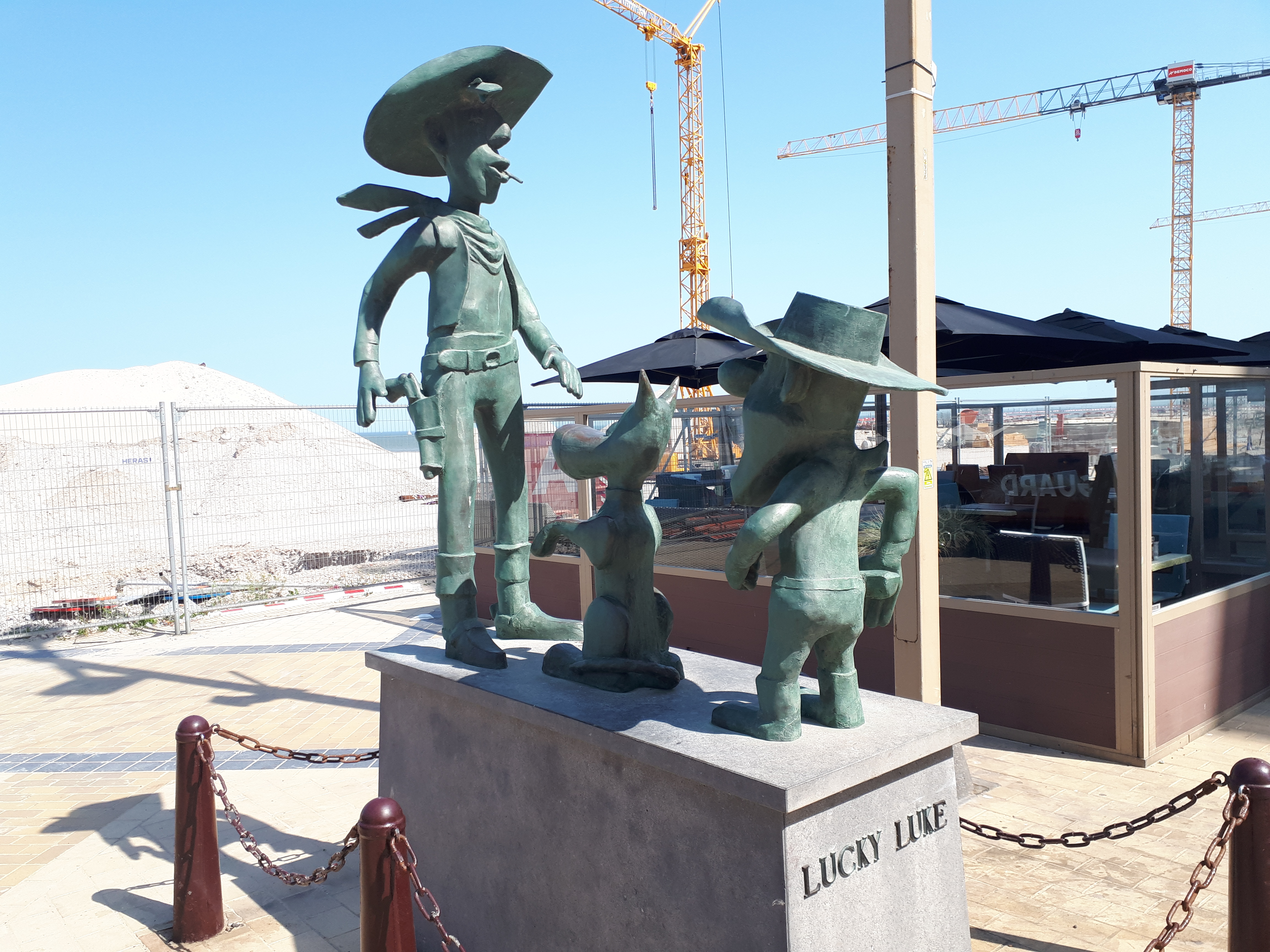
Statue von Lucky Luke, Rantanplan und Joe Dalton (v. l.)

Jedes Jahr findet in Middelkerke ein Comicstripfestival statt. Um den Namen stripgemeente (‚Stripgemeinde‘) zu ehren, sind auf dem Seedeich Standbilder von verschiedenen Comicfiguren aufgestellt. Figuren, die in Middelkerke ein Standbild haben, sind:
- Agent 212
- Annemieke und Rozemieke
- Cédric
- De Rode Ridder (Der Rote Ritter)
- Fanny Kiekeboe
- Jerom (=Wastl)
- Jommeke und Fli
- Lambik (Pankwitz aus Suske und Wiske)
- Lucky Luke, Joe Dalton und Rantanplan
- Marcel Kiekeboe
- Marsupilami
- Natasja (Natacha)
- Nero
- Robbedoes und Spip (Spirou und Pips)
- Smurfs (Schlumpfine und Babyschlumpf)
- Suske en Wiske
- Urbanus

## Söhne und Töchter der Gemeinde
- Juan Cassiers (1931–2010), Botschafter
- Albert Dejonghe (1894–1981), Radrennfahrer
- Thomas Deputter (1896–1972), Maler
- Daan Inghelram (1905–2003), Schriftsteller
- Irma Laplasse (1904–1945), wegen Hochverrats zum Tode verurteilt

## Städtepartnerschaften
Middelkerke unterhält mit folgenden Städten Städtepartnerschaften:
- Vresse-sur-Semois, Belgien
- Clevedon, Vereinigtes Königreich
- Épernay, Frankreich
- Ettlingen, Deutschland
- Büchenbeuren, Deutschland
- Sohren, Deutschland
- Rauschenberg, Deutschland